# Дятел оливковий
Дя́тел оливковий (Dendropicos griseocephalus) — вид дятлоподібних птахів родини дятлових (Picidae). Мешкає в Центральній і Південній Африці.

## Підвиди
Виділяють три підвиди:
- D. g. ruwenzori (Sharpe, 1902) — від Анголи, північної Замбії, північного Малаві і центральної Танзанії до південного сходу ДР Конго і південного заходу Уганди;
- D. g. kilimensis (Neumann, 1926) — північна і східна Танзанія;
- D. g. griseocephalus (Boddaert, 1783) — від південного Мозамбіку до ПАР.

## Поширення і екологія
Оливкові дятли мешкають в Демократичній Республіці Конго, Уганді, Руанді, Бурунді, Замбії, Танзанії, Малаві, Зімбабве, Мозамбіку, Анголі, [Південно-Африканська Республіка|Південно-Африканській Республіці]], Лесото і Есватіні. Вони живуть в тропічних лісах і чагарникових заростях. Зустрічаються на висоті від 450 до 3700 м над рівнем моря.